# Cziajuzaur
Cziajuzaur (Chiayusaurus) – rodzaj zauropoda z grupy Macronaria.
Żył w okresie wczesnej kredy (ok. 125–100 mln lat temu) na terenach wschodniej Azji. Długość ciała ok. 22 m, wysokość ok. 6 m, masa ok. 20 t. Jego szczątki znaleziono w Korei Południowej.
Opisany na podstawie jednego zęba mierzącego 46 mm długości. Może być synonimem azjatozaura lub mamenchizaura.